# 2010년 동계 올림픽 폐막식

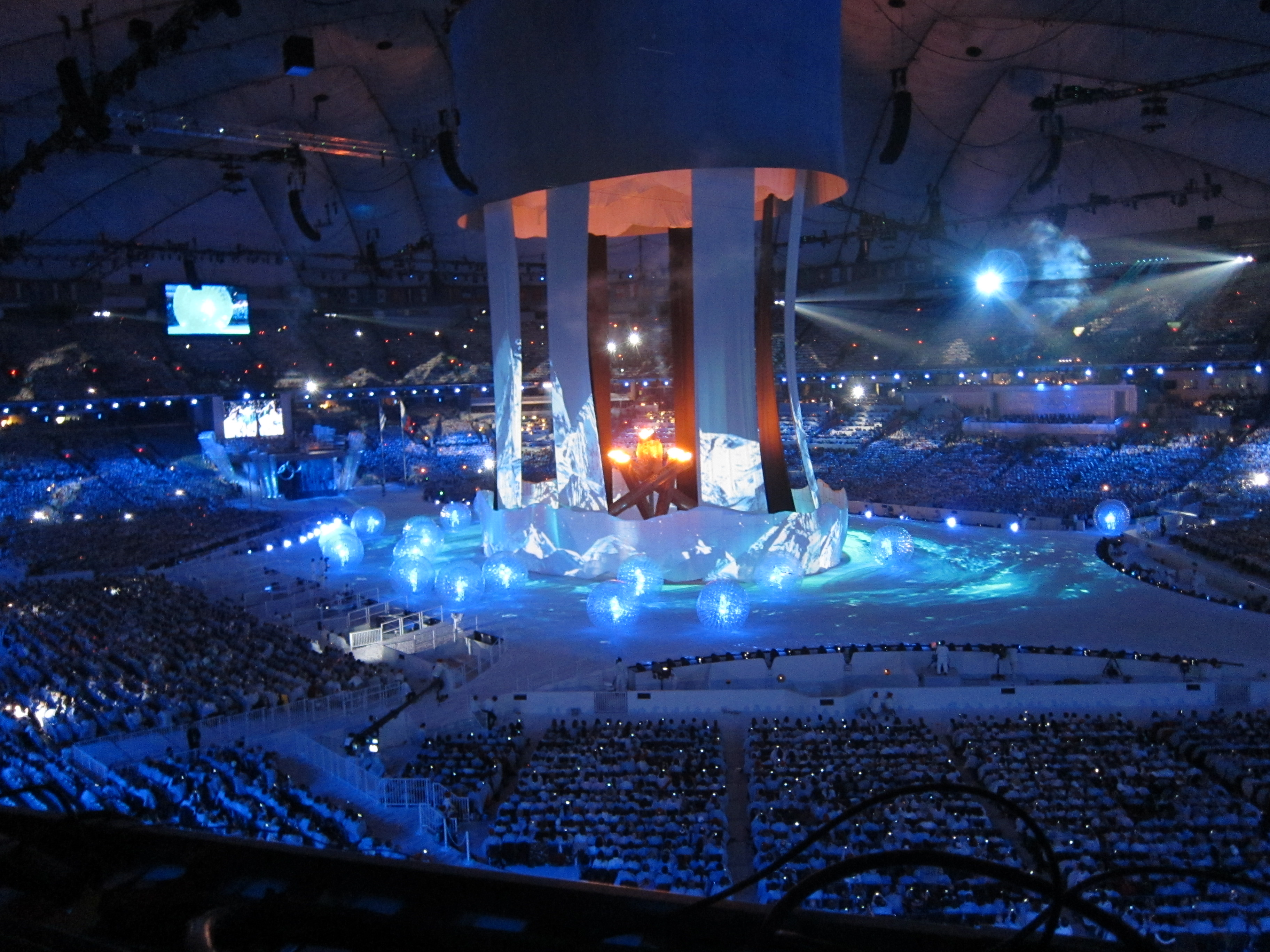
폐막식 장면

2010년 동계 올림픽 폐막식은 PST 기준으로 2010년 2월 28일에 캐나다의 브리티시컬럼비아주에 위치한 밴쿠버 시내에 있는 BC 플레이스 스타디움에서 열렸다. 캐나다의 기수로는 조아니 로셰트가 선정되었으며, 올림픽기와 성화가 다음 올림픽의 개최지인 러시아의 소치로 이동되었다.

## 같이 보기
- 2010년 동계 올림픽 개막식
- 2014년 동계 올림픽 개막식
- 2014년 동계 올림픽 폐막식